# Rossio ao Sul do Tejo
Rossio ao Sul do Tejo era una freguesia portuguesa del municipio de Abrantes, con 6,61 km² de área y 2.227 habitantes (2001). Densidad: 337 hab/km². era una de las tres freguesias de la ciudad de Abrantes.

## Localización
La freguesia estaba situada en el centro del municipio, y era una de las tres freguesias que no limitaban con el territorio de Abrantes. Tenía como límites a vecinos de Pego al nordeste, São Miguel do Rio Torto al sur y sudoeste y São João al noroeste. Este último límite, bastante estrecho, está en la ribera de la margen izquierda del río Tejo.

## Historia
Fue suprimida el 28 de enero de 2013 en aplicación de una resolución de la Asamblea de la República portuguesa promulgada el 16 de enero de 2013 al unirse con la freguesia de São Miguel do Rio Torto, formando la nueva freguesia de São Miguel do Rio Torto e Rossio ao Sul do Tejo.

## Patrimonio
- Conjunto de pilares en la margen izquierda del río Tajo.